# Alberto Coayla Vilca
Alberto Régulo Coayla Vilca es un doctor en ingeniería, profesor y político peruano. Fue alcalde de la provincia de Mariscal Nieto entre 2011 y 2014.
Nació en el distrito de Cuchumbaya, provincia de Mariscal Nieto, departamento de Moquegua, Perú, el 4 de enero de 1948. Cursó sus estudios primarios y secundarios en la ciudad de Moquegua. Entre 1961 y 1963 cursó estudios técnicos de matemática y física aplicada en el Instituto Agropecuario de Moquegua. Entre 1966 y 1971 cursó estudios superiores de ciencias físicas y matemática en la Universidad Nacional de San Antonio Abad de la ciudad del Cusco. Obtuvo el grado de magister en matemáticas por la Pontificia Universidad Católica del Perú en 1978 y el grado de doctor en la Universidad Nacional Federico Villarreal en 2006, ambas en la ciudad de Lima. Fue profesor de la Universidad Nacional Jorge Basadre Grohmann de la ciudad de Tacna entre 1973 hasta 1999 ocupando incluso el cargo de rector de esa universidad entre 1990 a 1999. Asimismo, entre 2003 y 2017 fue rector de la Universidad José Carlos Mariátegui.
Su primera participación política se dio en las elecciones municipales de 1998 cuando postuló a la alcaldía de la provincia de Mariscal Nieto sin éxito. En las elecciones generales del 2000 tentaría su elección como congresista y en las elecciones regionales del 2002 y del 2006 su elección como presidente del Gobierno Regional de Moquegua sin éxito en ninguna de ellas. En las elecciones municipales del 2010 logró ser elegido como alcalde provincial de Mariscal Nieto.